# Kocioł pod Rysami

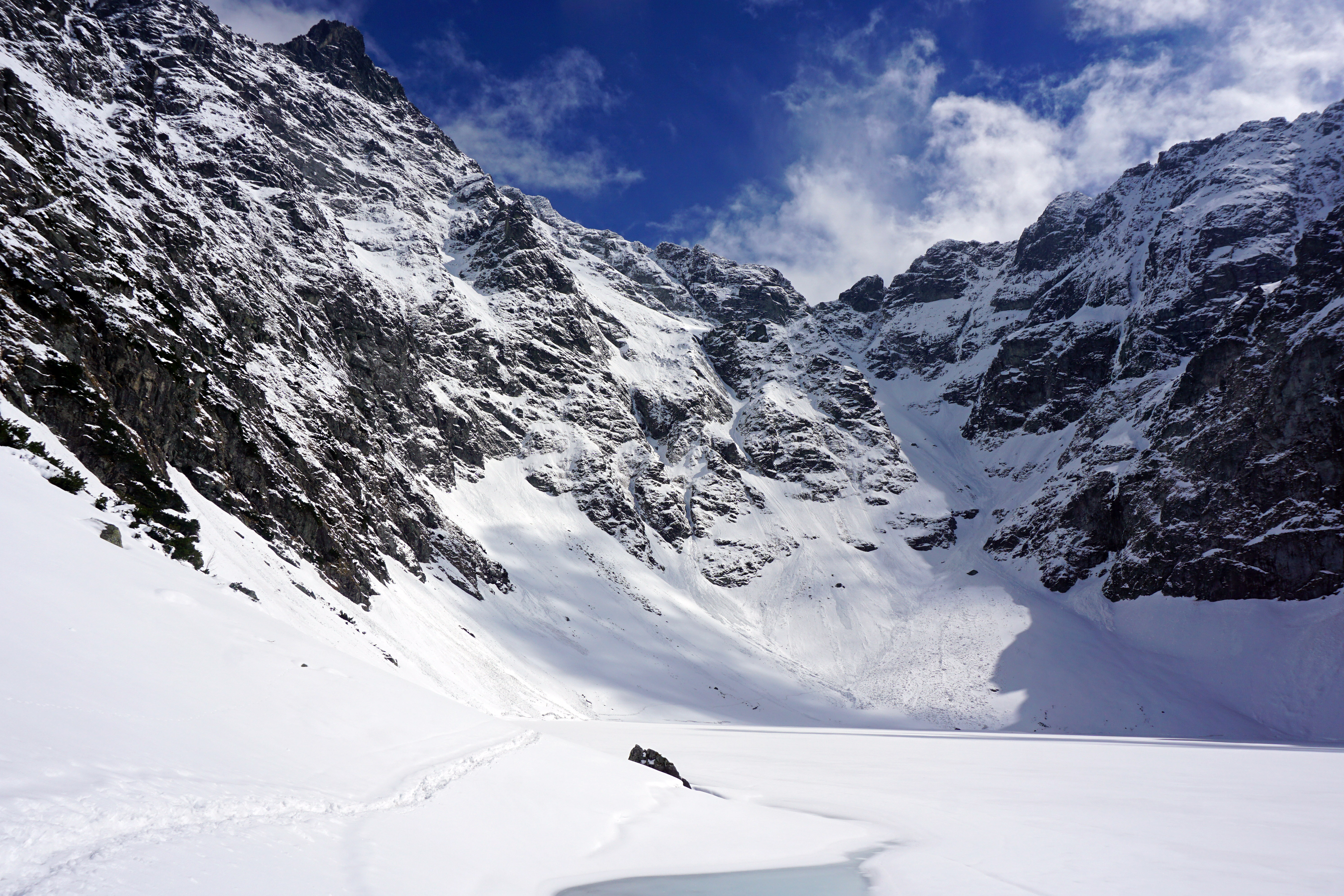

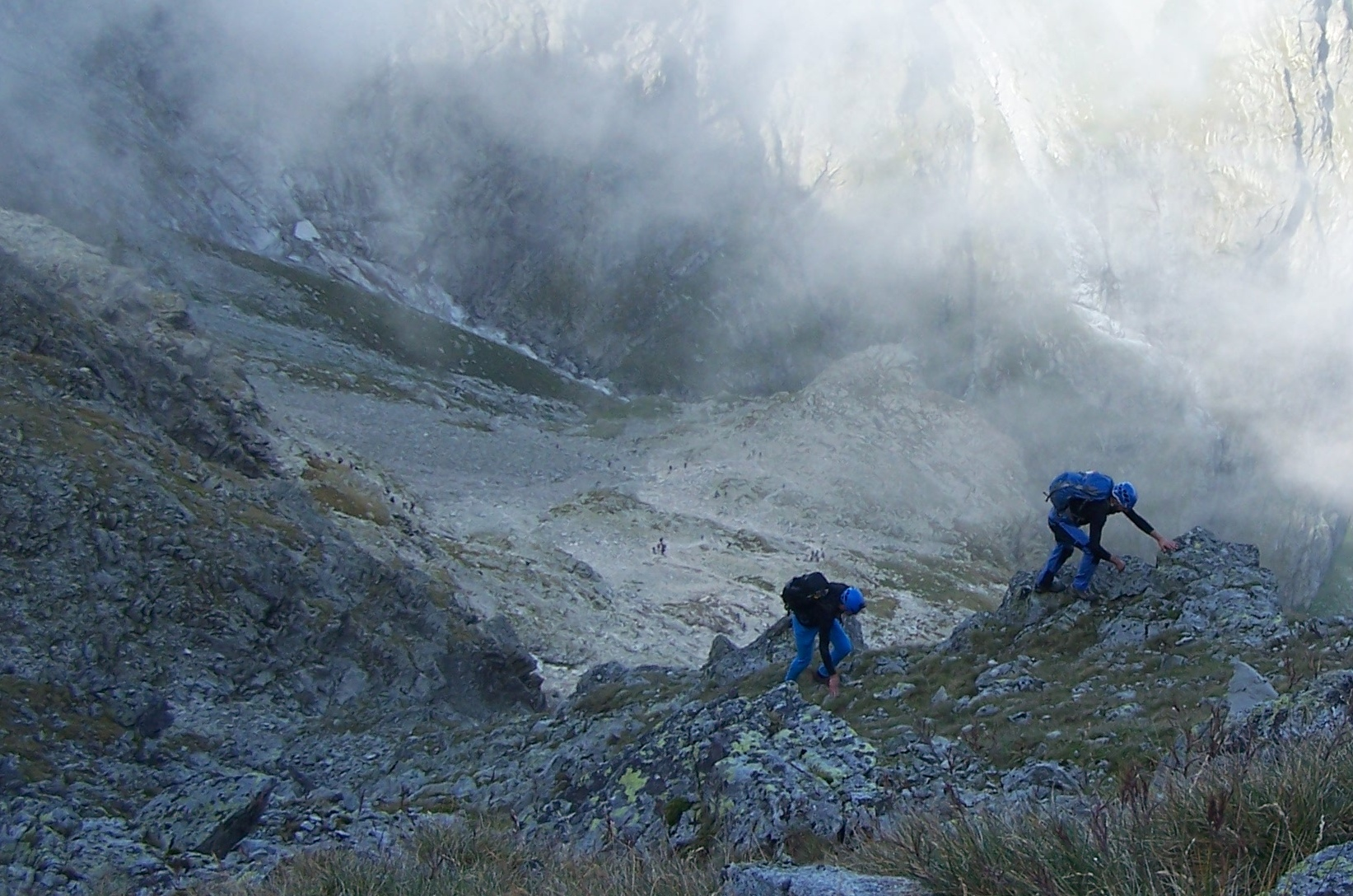

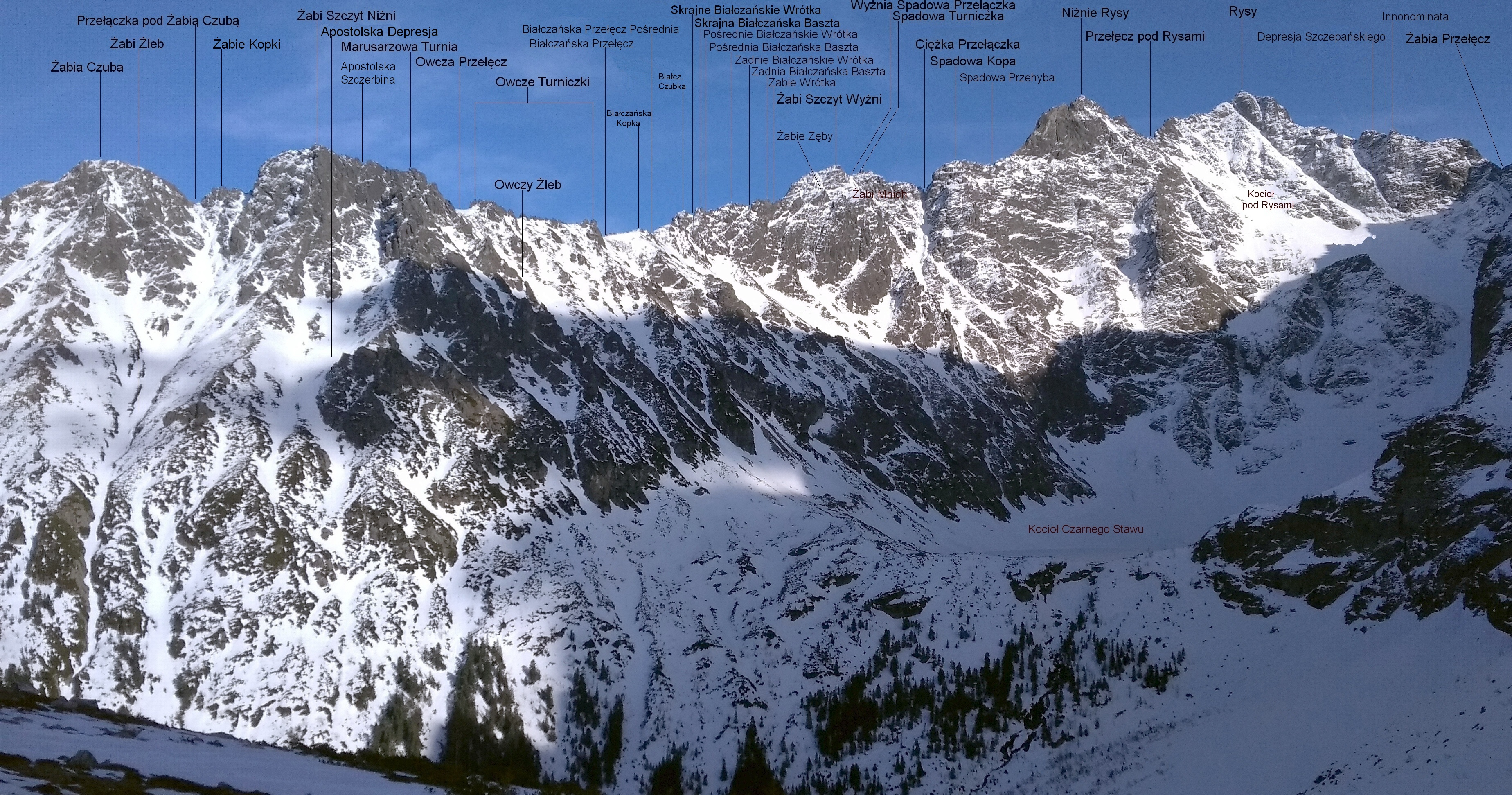

Kocioł pod Rysami (niem. Meeraugkar, słow. Kotlina pod Rysmi, węg. Tengerszem-csúcs alatti katlan) – kocioł polodowcowy leżący na poziomie ok. 1950–2300 m, utworzony u wylotu żlebu opadającego z wierzchołka Rysów na polską – północno-zachodnią stronę Tatr. Jest najwyższym piętrem Doliny Rybiego Potoku. Jego ograniczenie tworzą:
- od północy – Bula pod Rysami i górna część jej zachodniej grzędy;
- od północnego wschodu – zachodnia grzęda Niżnich Rysów;
- od wschodu – ścianki opadające z Niżnich Rysów i z grani łączącej je z Rysami;
- od południowego wschodu – Grzęda Rysów;
- od zachodu – piarżysto-trawiasta wypukłość[3].

Piarżysty wał odchodzący od środkowej części Grzędy Rysów i dochodzący do Buli pod Rysami dzieli kocioł na dwie części. Wody lewej części kotła (patrząc od dołu) spływają pomiędzy płytami Buli pod Rysami a Żlebem Orłowskiego do najniższej części tego żlebu. Wody prawej części kotła (częściej jest to śnieg) są odprowadzane przez Żleb pod Rysami. Trudna do ustalenia, umowna granica między tym żlebem a kotłem biegnie mniej więcej po poziomicy 1950 m przez tzw. Kamień.
Przez Żleb pod Rysami i Kocioł pod Rysami prowadzi znakowany szlak turystyczny na Rysy.

## Szlaki turystyczne
– czerwony szlak znad Morskiego Oka obok Czarnego Stawu pod Rysami i dalej przez kocioł na Rysy – na wierzchołek graniczny i słowacki.
- Czas przejścia od schroniska nad Morskim Okiem nad Czarny Staw: 50 min, ↓ 40 min
- Czas przejścia znad Czarnego Stawu na szczyt Rysów: 3 h, ↓ 2:30 h.